# Łochów Nowy
Łochów Nowy [pronunciación en polaco: /ˈwɔxuf ˈnɔvɨ/] es un pueblo en el distrito administrativo de Gmina Żelechlinek, dentro del Distrito de Tomaszów Mazowiecki, Voivodato de Łódź, en Polonia central. Se encuentra aproximadamente 5 kilómetros al noreste de Żelechlinek, 25 kilómetros al norte de Tomaszów Mazowiecki, y 44 kilómetros al este de la capital regional, Łódź.